# Test dla proporcji
Testy dla proporcji – testy parametryczne służące do weryfikacji hipotez dotyczących wartości proporcji w populacji generalnej lub też do porównania wartości proporcji w kilku populacjach – na podstawie znajomości wartości tej proporcji w losowej próbie (czy też dwóch lub kilku próbach) pobranych z populacji.
Proporcją w statystyce nazywamy liczbę (ułamek, procent) wyrażający, jaka część elementów pewnego zbioru spełnia określony warunek. Inne równoważnie stosowane określenia to: frakcja, wskaźnik struktury. Na przykład jeśli w grupie {\displaystyle n} osób jest {\displaystyle m} palących, to proporcja osób palących w tej grupie jest równa
{\displaystyle p={\frac {m}{n}}.}

## Struktura i podział testów
Hipotezy dotyczące proporcji testuje się zgodnie z ogólnymi zasadami testowania hipotez statystycznych: formułujemy hipotezy, zakładamy poziom istotności {\displaystyle \alpha } – dopuszczalną wartość błędu pierwszego rodzaju, następnie na podstawie danych z próby wyznaczamy wartość statystyki testowej, po czym porównujemy ją z wartościami krytycznymi odczytanymi z tablic odpowiedniego rozkładu teoretycznego.
Postać stosowanej statystyki testowej zależy od następujących czynników:
- czy badamy hipotezę dotyczącą jednej, dwóch, czy wielu proporcji,
- jaka jest liczebność próby (prób) występujących w danym zagadnieniu,
- w przypadku dwu lub więcej prób – czy próby są niezależne, czy zależne (powiązane).

Poniżej przedstawiono w skrócie kilka testów najczęściej wykorzystywanych w poszczególnych sytuacjach.

## Testy dla jednej proporcji (test dla prób dużych)
W próbie losowej o liczebności {\displaystyle n} jest {\displaystyle m} elementów spełniających pewien warunek. Wówczas proporcja w próbie {\displaystyle p={\frac {m}{n}}.} Chcemy sprawdzić, czy taki wynik losowania pozwala przyjąć, że w całej populacji proporcja ta ma zadaną z góry wartość {\displaystyle p_{o}.}
Hipotezy mają postać:
{\displaystyle H_{0}:p=p_{0},}
{\displaystyle H_{1}{:}} postać hipotezy alternatywnej zależy od sformułowania zagadnienia:

|  |  | {\displaystyle p>p_{o}} |  | (1) |

|  |  | {\displaystyle p<p_{o}} |  | (2) |

|  |  | {\displaystyle p\neq p_{o}} |  | (3) |

Założenia: próba musi być dostatecznie duża, to znaczy jej liczebność musi spełniać warunek {\displaystyle n>50,} a otrzymana wartość proporcji z próby powinna spełniać warunek: {\displaystyle 0,2<p<0,8.} Można wtedy zastosować statystykę o rozkładzie normalnym.
Obliczamy:
{\displaystyle z={\frac {p-p_{o}}{\sqrt {\frac {p_{o}\cdot q_{o}}{n}}}},}
gdzie {\displaystyle q_{o}=1-p_{o}.} Jeśli hipoteza zerowa {\displaystyle H_{0}} jest prawdziwa, to statystyka {\displaystyle z} ma w przybliżeniu standardowy rozkład normalny – wynika to z Centralnego Twierdzenia Granicznego.
Wartość tak obliczonej statystyki porównujemy z wartością krytyczną (lub dwiema wartościami krytycznymi) wyznaczonymi na podstawie poziomu istotności {\displaystyle \alpha } dla zmiennej losowej o rozkładzie normalnym.
Wartości krytyczne znajdujemy z tablic dystrybuanty rozkładu normalnego. Jeżeli {\displaystyle U} jest dystrybuantą standardowego rozkładu normalnego, a {\displaystyle U^{-1}} – funkcją odwrotną do dystrybuanty, natomiast {\displaystyle \alpha } – założonym poziomem istotności – to odczytujemy:
- dla przypadku (1):

{\displaystyle z_{kryt}=U^{-1}(1-\alpha )}
- w przypadku (2):

{\displaystyle z_{kryt}=U^{-1}(\alpha )=-U^{-1}(1-\alpha )}
- zaś w przypadku (3) mamy 2 wartości graniczne:

{\displaystyle z_{kryt1}=U^{-1}\left(1-{\frac {\alpha }{2}}\right)}
{\displaystyle z_{kryt2}=-z_{kryt1}.}
Przedział krytyczny:
- w przypadku (1) jest prawostronny, czyli gdy {\displaystyle z>z_{kryt}} – odrzucamy {\displaystyle H_{0},} w przypadku przeciwnym – nie ma podstaw do jej odrzucenia,
- w przypadku (2) przedział krytyczny jest lewostronny (dla {\displaystyle z<z_{kryt}} odrzucamy {\displaystyle H_{0}}),
- w przypadku (3) przedział krytyczny jest obustronny (dla {\displaystyle z>z_{kryt1}} i dla {\displaystyle z<z_{kryt2}} odrzucamy {\displaystyle H_{0}}).

## Testy dla dwóch proporcji

### Dwie próby niezależne
Poniżej omówiono dwa testy – jeden dla dużych liczebności prób, oparty na statystyce {\displaystyle z} o rozkładzie normalnym, analogiczny do omówionego powyżej dla jednej próby, drugi, możliwy do zastosowania przy nieco mniejszych liczebnościach prób, oparty na statystyce o rozkładzie chi-kwadrat.

#### Test dla dwóch prób dużych
Liczebności prób powinny spełniać relacje: {\displaystyle n_{1}>50} i {\displaystyle n_{2}>50.}
Jeżeli spośród {\displaystyle n_{1}} elementów pierwszej próby {\displaystyle m_{1}} spełnia określony warunek, to proporcja z próby jest równa
{\displaystyle p_{1}={\frac {m_{1}}{n_{1}}}.}
Analogicznie dla drugiej próby:
{\displaystyle p_{2}={\frac {m_{2}}{n_{2}}}.}
Wyznaczamy proporcję dla „próby połączonej”:
{\displaystyle {\bar {p}}={\frac {m_{1}+m_{2}}{n_{1}+n_{2}}}}
oraz {\displaystyle {\bar {q}}=1-{\bar {p}},} a następnie wyznaczamy wartość statystyki {\displaystyle z{:}}
{\displaystyle z={\frac {p_{1}-p_{2}}{\sqrt {{\bar {p}}\cdot {\bar {q}}\cdot {\left({\frac {1}{n_{1}}}+{\frac {1}{n_{2}}}\right)}}}}.}
Statystyka ta ma rozkład normalny i wartości krytyczne oraz obszary krytyczne wyznaczamy dla tego testu tak samo, jak to opisano wcześniej w teście dla jednej proporcji.

#### Test dla dwóch prób o mniejszych liczebnościach (oparty na statystyce chi-kwadrat)
Tutaj liczebności muszą spełniać warunek {\displaystyle n=n_{1}+n_{2}>20.}
Liczby elementów spełniających lub nie spełniających zadanego warunku w poszczególnych populacjach można zapisać w tabeli 2×2:
| Liczba elementów                | Próba 1 | Próba 2 | Suma      |
| ------------------------------- | ------- | ------- | --------- |
| spełniających warunek (TAK)     | a       | b       | a + b     |
| nie spełniających warunku (NIE) | c       | d       | c + d     |
| Suma                            | n1=a+c  | n2=b+d  | n=a+b+c+d |

Na podstawie tabeli obliczamy wartość statystyki z poprawką Yatesa:
{\displaystyle \chi ^{2}={\frac {\left(|ad-bc|-{\frac {n_{s}}{2}}\right)^{2}\cdot n}{(a+b)(c+d)(a+c)(b+d)}},}
gdzie:
{\displaystyle n_{s}={\frac {n_{1}\cdot n_{2}}{n_{1}+n_{2}}}.}
Jeżeli liczebności prób są na tyle duże, że {\displaystyle n_{1}+n_{2}>40} – można wówczas pominąć w liczniku składnik {\displaystyle {\frac {n_{s}}{2}}} w nawiasie. Wartości krytyczne wyznacza się z tablic rozkładu chi-kwadrat o 1 stopniu swobody.

### Dwie próby zależne
Ten przypadek występuje na przykład wtedy, gdy te same obiekty czy osoby stanowiące próbę są badane dwukrotnie w różnych warunkach. Wtedy zwykle liczebności obu prób są jednakowe: {\displaystyle n_{1}=n_{2}=n.}
Wynikiem takiego eksperymentu są 4 liczby, stwierdzające, ile obiektów w każdej z prób spełnia lub nie spełnia warunku. Wyniki takie można zestawić w tabelce 2×2:
| Liczebności  | Próba 2: TAK | Próba 2: NIE |
| ------------ | ------------ | ------------ |
| Próba 1:TAK  | a            | b            |
| Próba 1: NIE | c            | d            |

Te same wyniki można też zaprezentować w postaci tabelki proporcji zamiast liczebności (gdzie np. {\displaystyle p_{11}={\tfrac {a}{n}},p_{10}={\tfrac {b}{n}}} itd.)
| Proporcje:   | Próba 2: TAK           | Próba 2: NIE           |
| ------------ | ---------------------- | ---------------------- |
| Próba 1:TAK  | {\displaystyle p_{11}} | {\displaystyle p_{10}} |
| Próba 1: NIE | {\displaystyle p_{01}} | {\displaystyle p_{00}} |

W zależności od liczebności prób możliwe są różne odmiany testu.

#### Liczebność duża
Jeżeli {\displaystyle n\geqslant {20},} to wyznaczamy statystykę {\displaystyle z} o rozkładzie normalnym z jednego ze wzorów:
{\displaystyle z={\frac {b-c}{\sqrt {b+c}}},}
{\displaystyle z={\frac {p_{10}-p_{01}}{\sqrt {\frac {p_{10}+p_{01}}{n}}}},}
{\displaystyle z={\frac {a-d}{\sqrt {a+d}}},}
{\displaystyle z={\frac {p_{11}-p_{00}}{\sqrt {\frac {p_{11}+p_{00}}{n}}}}.}
(Stosujemy dowolny z powyższych wzorów, zależnie od dostępnych danych).
Wartość statystyki {\displaystyle z} porównujemy z wartością {\displaystyle z_{kryt}} wyznaczoną z tablic rozkładu normalnego, przy czym postępowanie jest takie samo, jak opisane powyżej dla testu dla jednej proporcji.

#### Liczebność mała (test McNemara)
W tym przypadku hipotezy mają postać:
{\displaystyle H_{0}:p_{11}=p_{10}} (proporcje w obu doświadczeniach są równe),
{\displaystyle H_{1}:p_{11}\neq {p_{10}}} (proporcje w obu przypadkach różnią się istotnie).
Jeżeli {\displaystyle b+c>10} oraz zarówno {\displaystyle b>5,} jak i {\displaystyle c>5} to można wykorzystać statystykę
{\displaystyle \chi ^{2}={\frac {(b-c)^{2}}{b+c}}.}
Jeżeli natomiast liczebności są jeszcze mniejsze, tak, że {\displaystyle b+c>10,} ale {\displaystyle b<5} lub {\displaystyle c<5,} należy wykorzystać nieco zmodyfikowany wzór:
{\displaystyle \chi ^{2}={\frac {(|b-c|-1)^{2}}{b+c}}.}
Wartość krytyczną odczytujemy z tablic rozkładu chi-kwadrat dla danego poziomu istotności {\displaystyle \alpha } i {\displaystyle \nu =1} stopnia swobody. Obszar krytyczny testu jest prawostronny (odrzucamy {\displaystyle H_{0},} gdy {\displaystyle \chi ^{2}>\chi _{kryt}^{2}}).

## Testy dla wielu proporcji
Mamy tu {\displaystyle k} prób o liczebnościach {\displaystyle n_{1},n_{2},\dots {n_{k}}.} W i-tej próbie {\displaystyle m_{i}} elementów spełnia zadany warunek, zatem proporcja w i-tej próbie jest równa {\displaystyle p_{i}={\frac {m_{i}}{n_{i}}}.}
Testujemy hipotezy:
{\displaystyle H_{0}:p_{1}=\dots =p_{k}} (wszystkie proporcje w populacjach są jednakowe),
{\displaystyle H_{1}:\mathbf {nie} \ H_{0}} (proporcje w poszczególnych populacjach różnią się).

### Próby niezależne

#### Test Fishera-Snedecora
Jeżeli wszystkie liczebności {\displaystyle n_{i}\geqslant {20}} to można wyznaczyć statystykę o rozkładzie Fishera-Snedecora. Obliczamy najpierw „średnią proporcję”
{\displaystyle {\bar {p}}={\frac {\sum _{i=1}^{k}{n_{i}p_{i}}}{\sum _{i=1}^{k}{n_{i}}}}}
oraz
{\displaystyle F={\frac {\sum _{i=1}^{k}{n_{i}(p_{i}-{\bar {p}})^{2}}}{\sum _{i=1}^{k}{p_{i}(1-p_{i})}}}\cdot {\frac {k}{k-1}}.}
Otrzymaną wartość statystyki F porównujemy z wartością krytyczną odczytaną z tablic rozkładu Fishera-Snedecora dla założonego poziomu istotności {\displaystyle \alpha } oraz liczby stopni swobody {\displaystyle \nu _{1}=k-1} i {\displaystyle \nu _{2}=\infty .} Obszar krytyczny jest prawostronny, czyli gdy {\displaystyle F>F_{kryt}} – odrzucamy hipotezę {\displaystyle H_{0}.}

### Próby zależne
Jeżeli mamy do czynienia z {\displaystyle k} zależnymi próbami (seriami wyników) o jednakowej liczebności {\displaystyle n} każda (np. {\displaystyle n} osób jest poddawanych {\displaystyle k} razy badaniu, którego wynik klasyfikujemy w kategoriach: tak, nie), przy czym liczebności są {\displaystyle n\geqslant 20,} możemy wykorzystać test Cochrana do stwierdzenia, czy wyniki w poszczególnych doświadczeniach różnią się istotnie:
{\displaystyle H_{0}{:}} wyniki poszczególnych serii nie różnią się istotnie,
{\displaystyle H_{1}{:}} wyniki różnią się (zmiana warunków eksperymentu wpływa na wyniki).
Niech:
- {\displaystyle m_{i}} oznacza, jak poprzednio, liczbę obiektów w i-tej próbie, które spełniają warunek (wynik Tak), to znaczy {\displaystyle i=1,2,\dots k,} zaś {\displaystyle 0\leqslant m_{i}\leqslant n,}
- {\displaystyle w_{j}} oznacza liczbę prób, w których j-ty obiekt uzyskał wynik Tak – to znaczy {\displaystyle j=1,2,\dots n} oraz {\displaystyle 0\leqslant w_{j}\leqslant k.}

Obliczamy statystykę
{\displaystyle \chi ^{2}={\frac {(k-1)\left[{k\sum _{i=1}^{k}{m_{i}^{2}}-\left(\sum _{i=1}^{k}{m_{i}}\right)^{2}}\right]}{k\sum _{j=1}^{n}{w_{j}}-\sum _{j=1}^{n}{w_{j}^{2}}}},}
którą porównujemy z wartością krytyczną odczytaną z tablic rozkładu chi-kwadrat dla poziomu istotności {\displaystyle \alpha } i {\displaystyle \nu =k-1} stopni swobody. Obszar krytyczny testu jest prawostronny.